# بلادی مری
بلادی مری (به انگلیسی: Bloody Mary) نوعی کوکتل است که از ترکیب ودکا و آب گوجه‌فرنگی تهیه می‌شود و برای مزه‌دار کردنش به آن چاشنی‌ها و طعم‌دهنده‌هایی از قبیل سس تاباسکو، سس ووسترشر، کنسومهٔ گوشت، کرفس، زیتون، نمک، فلفل سیاه، فلفل قرمز و آبلیمو می‌افزایند. دلیل نامیده‌شدن این مشروب به بلادی مری رنگ سرخ آن است.

## تاریخ
ساقی فرانسوی، فرنان پتیو مدعی شد که بلادی مری اختراع کرد در سال ۱۹۲۱، قبل از هر یک از ادعاهای بعدی، بنا به گفته نوه‌اش، بلادی مری.
او در آن زمان در بار نیویورک در پاریس کار می کرد، که بعداً به بار هاری در نیویورک تبدیل شد، پاتوق مکرر پاریس برای ارنست همینگوی و دیگر مهاجران آمریکایی.
برخی از داستان‌ها حاکی از آن است که بلادی مری برگرفته از سروری به نام مری است که در یک بار سالنی به نام سطل خون در شیکاگو کار می‌کرد. برخی دیگر ادعا می کنند که نام آن به نام ملکه مری تودور انگلستان گرفته شده است. هیچ کس به طور قطع نمی داند، اما با کمرنگ شدن ممنوعیت، نوشیدنی در آمریکا از بین رفت و نام آن ماندگار شد. بقیه به قول خودشان تاریخ است. گفته می‌شود که این کوکتل بر اساس سنت‌های خود بار و فقط از ودکا و آب گوجه‌فرنگی ساخته شده است.
در ابتدا از آن به عنوان "سطل خون" یاد می شد. بار هاری همچنین ادعا می کند که کوکتل های کلاسیک متعدد دیگری از جمله وایت لیدی (به معنی - بانوی سفید White Lady) و سایدکار  (به معنی - ماشین در طرف Side Car) ساخته است.
باشگاه ۲۱ (Club 21 به اینگلیسی)‌ نیویورک دو ادعای مرتبط با آن دارد. یکی این است که در دهه ۱۹۳۰ (میلادی) توسط متصدی بار، هنری زبیکیویکز، که متهم به مخلوط کردن بلادی مری بود، اختراع شد. دیگری اختراع آن را به کمدین جورج جسل نسبت می دهد که در باشگاه ۲۱ رفت و آمد می کرد.
در سال ۱۹۳۹، لوسیوس بیبی در ستون شایعات خود This New York یکی از اولین ارجاعات ایالات متحده به این نوشیدنی را همراه با دستور اصلی چاپ کرد: «جدیدترین وانت جورج جسل که مورد توجه پاراگراف نویسان شهر قرار گرفته است، خونین نامیده می شود. مریم: نصف آب گوجه فرنگی، نصف ودکا."
در نشریه ای در سال ۱۹۳۹ توسط ال فلوریدیتا به نام کوکتل های فلوریدیتا، دستوری به نام "مری رز" فهرستی از مواد اصلی بلادی مری مدرن را ذکر می کند.

### منشا نام -
برخی از طرفداران نوشیدنی بر این باورند که الهام بخش این نام، ستاره هالیوود مری پیکفورد بوده است. دیگران این نام را به پیشخدمتی به نام مری که در یک بار در شیکاگو به نام Bucket of Blood (به معنی سطل خون) کار می کرد، ردیابی می کنند. به گفته مدیر آلن داسیلوا در مصاحبه ای در سال ۲۰۱۱، سنت بار در نیویورک بار هری در پاریس، این است که یکی از مشتریانی که اولین بار در سال ۱۹۲۰  یا ۱۰۲۱ برای او کوکتل مخلوط شد، اظهار داشت: "به نظر می رسد دوست دخترم است که در سال ۲۰۱۱ ملاقات کردم. یک کاباره"؛ نام کاباره Bucket of Blood و نام دوست دختر ماری بود، بنابراین حامیان و متصدی بار پتیو موافقت کردند که آن را "Bloody Mary" بنامند.
از طرف دیگر، این نام ممکن است از «عدم تلفظ هجاهای اسلاوی نوشیدنی به نام ولادیمیر» در انگلیسی ناشی شده باشد.[1] این امر از مشاهده حکایتی که مشتری بار نیویورک برای او نوشیدنی را در سال ۱۹۲۰/۱۹۲۱ برای او تهیه کرد، ولادیمیر اسمیرنوف از خانواده ودکای اسمیرنوف بود.
نام «بلادی مری» با تعدادی از شخصیت‌های تاریخی مرتبط است، به‌ویژه ملکه ماری اول انگلستان، که به دلیل اعدام‌های پروتستان‌ها در دوران سلطنتش، «بلادی مری» ملقب شد.

### تهیه و سرو -
در ایالات متحده، بلادی مری معروف به طور دارو می‌زدگی چون که توش سبزیجات زیادی (برای ارام کردن دل)، نمک (الکترولیت های از دست رفته را دوباره پر کنید) و الکل (برای تسکین درد سر و بدن) است. علاقه مندان به بلادی مری از اثرات بی حس کننده الکل و همچنین اثر دارونما تا حدودی تسکین می یابند. شهرت آن به عنوان یک نوشیدنی ترمیم کننده به محبوبیت بلادی مری در صبح و اوایل بعد از ظهر، به خصوص در چاشت